# Klovstens naturreservat, Stockholms län
Klovstens naturreservat är ett naturreservat i Norrtälje kommun i Stockholms län.
Området är naturskyddat sedan 2019 och är 61 hektar stort. Naturreservatet ligger sydväst om sjön Bornan och består gran, gammal tall och asp.